# Bomarea densiflora
Bomarea densiflora es una especie de planta fanerógama perteneciente a la familia de las alstroemeriáceas.  Es originaria de Perú y Ecuador. 

## Taxonomía
Bomarea densiflora fue descrita por William Herbert, y publicado en Amaryllidaceae 399, t. 46, f. 4. 1837.
Etimología
Bomarea: nombre genérico que está dedicado al farmacéutico francés Jacques-Christophe Valmont de Bomare (1731-1807), que visitó diversos países de Europa y es autor de Dictionnaire raisonné universel d’histoire naturelle, en doce volúmenes (desde 1768).
densiflora: epíteto latíno que significa ‘denso de flores’.
Sinonimia
- Bomarea hookeriana Herb.
- Bomarea porphyrophila Kraenzl.
- Bomarea subspicata Sodiro
- Bomarea tomentosa var. ebracteata Herb.	[3][4]